# Andrew Hughes
Andrew Martyn Hughes , né le 5 juin 1992 à Cardiff, est un footballeur gallois évoluant depuis 2018 dans le club de Preston North End, au poste de défenseur.

## Biographie
Le 21 juin 2018, il rejoint le club de Preston North End, équipe évoluant en Championship (D2). Il inscrit son premier but dans ce championnat le 29 septembre 2018, lors de la réception de West Bromwich Albion (défaite 2-3).

## Palmarès
- Finaliste du FA Trophy en 2012 avec Newport County